# Policie (Polsko)
Policie (polsky Policja) je ozbrojený bezpečnostní sbor Polské republiky, jedním z polských policejních orgánů. Jejím účelem je ochrana obyvatelstva a udržování veřejného pořádku a bezpečnosti. Vznikla dne 6. května 1990 vyhlášením zákona o policii a je pod kontrolou Ministerstva vnitra a administrativy. Nejvyšším představitelem Policie je hlavní velitel (polsky Komendant Główny), od května roku 2016 tuto funkci vykonává Jarosław Szymczyk.
Na celém území Polska platí tísňové telefonní číslo 997 pro Policii, které hovor přesměrovává na Pohotovostní operační středisko (polsky Centrum powiadamiania ratunkowego), které funguje jak pro pevnou linku, tak i mobilní telefony. Pohotovostní operační střediska mají na starosti telefonní čísla 999 (zdravotnická záchranná služba), 998 (hasičský záchranný sbor), 997 (státní policie) a 112 (jednotné evropské číslo tísňového volání), což umožňuje nahlásit událost příslušné složce záchranného systému. Velmi podobný systém se např. používá i v České republice a na Slovensku.
Jednotné evropské číslo tísňového volání, platné na celém území Evropské unie, je 112. Toto číslo se používá v případě ohrožení zdraví, života či majetku. Vytočením čísla dojde k telefonickému spojení s Pohotovostním operačním střediskem. Operátor linky 112 v případě potřeby může hovor přepojit na jednotku Státního hasičského záchranného sboru (polsky Państwowa Straż Pożarna), Policie nebo Státní zdravotnické záchranné služby (polsky Państwowe Ratownictwo Medyczne).
Svátek Policie (polsky Święto Policji) je 24. července.